# 辻堂海水浴場
辻堂海水浴場（つじどうかいすいよくじょう）は、神奈川県藤沢市辻堂の相模湾に面した湘南海岸にある海水浴場。

## 概要

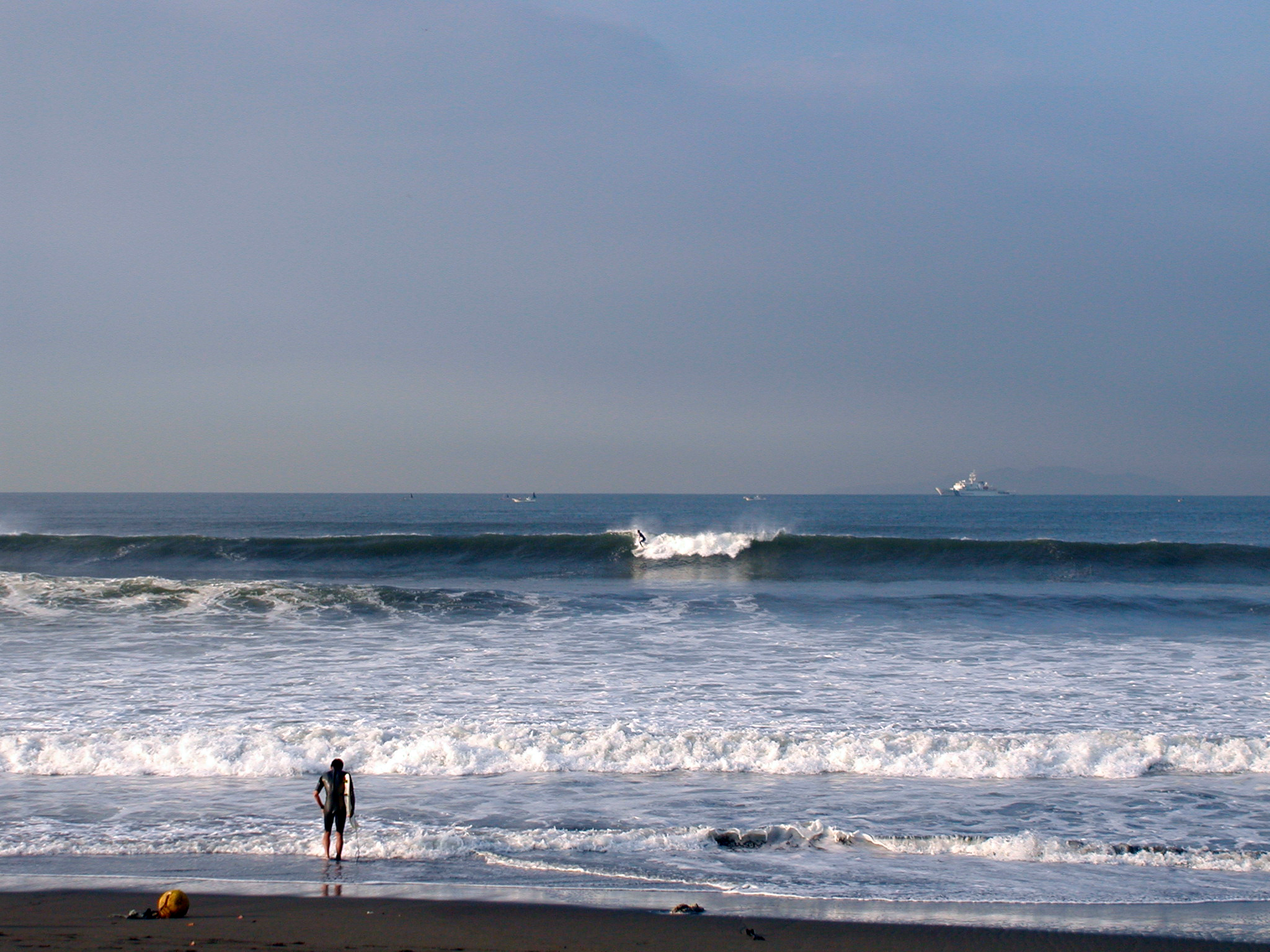
サーフィンなども楽しめる

相模湾に面する片瀬海岸西浜と、サザンビーチちがさきに挟まれる神奈川県藤沢市の海水浴場で、辻堂海浜公園がすぐ近くにあり、砂浜からは、えぼし岩や江の島を眺められる。規模としては小さく、良い波が立つサーフポイントでもあるので、遊泳区域の両サイドではサーフィンやボディーボードも楽しめる。海水浴場のすぐそばには県営の有料駐車場がある。

## 開設期間
7月中旬 - 8月下旬
- 遊泳時間8時 - 17時（監視員常駐時間）

## 施設・設備
- 海の家（食事や着替え、温水シャワーの利用などができる。）
- レンタル・パラソル
- ボディボード・レンタル

## アクセス
- JR東日本東海道本線辻堂駅より江ノ電バス湘洋中学校前経由鵠沼車庫前行10分、「辻堂海浜公園前」下車徒歩3分

## 周辺
- 辻堂海浜公園  交通展示館
- 江の島
- えぼし岩
- 辻堂海岸
- サザンビーチちがさき